# Michel Volkovitch
Michel Volkovitch (né le 10 décembre 1947 à Sèvres) est un écrivain et traducteur français, spécialisé dans la traduction d'œuvres d'auteurs grecs contemporains. Il est principalement connu pour ses traductions des romans de l'écrivain Petros Markaris. Il est également le fondateur de la maison d'édition associative Le Miel des Anges, spécialisée dans la traduction en français d'œuvres de langue grecque : poésie, nouvelles et pièces de théâtre principalement.

## Biographie

### Origines et carrière professionnelle
Michel Volkovitch naît le 10 décembre 1947 d'une mère d'origine suisse et d'un père d'origine russe. Son grand-père maternel était physicien, directeur du Bureau international des poids et mesures et son grand-père paternel avait fui la Révolution russe en 1917, devenant par la suite chauffeur de taxi en France. Il grandit dans un milieu bilingue à Sèvres, à l'ouest de Paris, ville qu'il surnomme par la suite « Chèvres » dans ses écrits. Il s'oriente vers des études littéraires et réalise trois années d'hypokhâgne et de khâgne au lycée Louis-le-Grand entre 1965 et 1968. Ayant appris à jouer du violon dans son enfance, il développe une passion pour la musique en apprenant à jouer d'autres instruments et en pratiquant surtout le chant choral à partir de 1969.
À la fin de ses études, il devient professeur d'anglais en 1971, profession qu’il exerce pendant près de quarante ans au lycée Guillaume-Budé de Limeil-Brévannes (Val-de-Marne) puis au lycée de Sèvres. Il anime également des ateliers d'écriture au sein du Master de traduction littéraire de l'Université Paris VII, au Centre européen de traduction littéraire de Bruxelles, puis à l’École de traduction littéraire de Paris.

### Activité littéraire
Parallèlement à sa carrière d'enseignant, il devient en 1984 traducteur de grec moderne, langue qui ne correspond ni à ses origines familiales, ni à un quelconque attrait pour la Grèce antique. Fasciné par la lecture de L'Été grec (1976) de Jacques Lacarrière, il commence à apprendre le grec moderne en 1978 et réalise son premier voyage en Grèce en 1979. Il se passionne pour la culture et la littérature grecque moderne et se lance peu après dans la traduction de textes d'auteurs grecs contemporains. « Je me suis plongé dans la culture de la Grèce moderne, et c'est ce qui m'attire toujours aujourd'hui : la vie quotidienne, les gens, les villes » explique-t-il en 2018 au journal grec To Vima.
En 1994, il publie son premier livre personnel, Le bout du monde à Neuilly-Plaisance, récit de voyage dans la banlieue parisienne accompagné de photographies de Michel Lamoureux. En 1998, il publie son deuxième ouvrage, Transports solitaires, recueil de nouvelles se déroulant notamment dans le métro parisien. Il poursuit sa carrière d'écrivain dans les années suivantes en publiant divers essais consacrés à l'écriture, à la traduction, à la Grèce ainsi qu'à ses souvenirs de jeunesse. En 1999, il collabore également avec Jacques Lacarrière pour traduire des chansons de rebetiko qui seront publiées dans l'ouvrage La Grèce de l'ombre.
En 2008, François Bon lance les éditions Publie.net et démarre une collection de livres numériques dédiée à la littérature grecque traduite en français, dont il confie la direction à Michel Volkovitch. Celui-ci y publie jusqu'en 2013 de nombreux ouvrages qu'il traduit lui-même, mais qui ne rencontrent qu'un succès d'estime, les lecteurs restant peu enclins à acheter des livres numériques.
À la suite de cette expérience, Michel Volkovitch fonde en 2013 sa propre maison d'édition sous le statut d'une association loi de 1901, Le Miel des anges, consacrée à l'édition d'œuvres traduites du grec moderne. Le Miel des anges permet à Michel Volkovitch de publier ses propres traductions, parfois en collaboration avec d'autres traducteurs comme Hélène Zervas et Myrto Gondicas, avec une prédilection pour la poésie, les nouvelles et les pièces de théâtre d'auteurs contemporains.
Selon le site de la Bibliothèque nationale de France, il est en 2025 le traducteur de plus de 285 ouvrages de littérature grecque édités en France depuis 1984. En 2018, le journal grec To Vima observait qu'il avait traduit plus de 250 auteurs grecs différents, ce chiffre ayant par la suite progressé au-delà de 300.

### Distinctions
Au cours de sa carrière, Michel Volkovitch reçoit plusieurs prix littéraires, dont notamment les prix Nelly-Sachs (1996), Laure-Bataillon (2004), Amédée-Pichot (2004) et Dedalos (2019), ce dernier étant décerné par la Société des écrivains grecs. En 2018, il est également nommé commandeur de la Légion d'Honneur grecque.

### Auteur
Michel Volkovitch est l'auteur de plusieurs ouvrages dans lesquels il traite principalement de la banlieue parisienne, de ses souvenirs de jeunesse, de son rapport à la Grèce et du travail d'écrivain,. Il est également l'auteur de nombreux articles consacrés au travail de traduction, principalement publiés dans la revue TransLittérature éditée par l'Association des traducteurs littéraires de France. Il anime depuis 2003 un site internet, volkovitch.com, qu’il alimente au début de chaque mois. Depuis 2021, il publie des nouvelles hors commerce pour quelques amis. Les ouvrages dont il est l'auteur sont les suivants :
- 1994 : Le Bout du monde à Neuilly-Plaisance (Éditions Maurice Nadeau)
- 1998 : Transports solitaires (Éditions Maurice Nadeau)
- 2000 : Verbier : herbier verbal à l'usage des écrivants et des lisants (Éditions Maurice Nadeau)
- 2007 : Coups de langue (Éditions Maurice Nadeau)
- 2008 : Elle, ma Grèce (Éditions Publie.net)
- 2008 : Babel & Blabla (Éditions Publie.net)
- 2011 : Cours toujours (Éditions des Vanneaux)
- 2012 : Éden et environs (Éditions des Vanneaux)

### Traducteur
La liste complète des œuvres traduites par Michel Volkovitch est disponible sur le site de la Bibliothèque nationale de France. La liste ci-dessous est non exhaustive :
- 1988 : La Petite monnaie de Costas Taktsis
- 1990 : La Fin de notre petite ville de Dimitris Hadzis
- 1990 : Les Bâtisseurs de Georges Cheimonas
- 1991 : Toi au moins, tu es mort avant de Chrónis Míssios (réédité en 2019)
- 1993 : Le Beau capitaine de Menis Koumandareas (réédité en 2011)
- 1995 : Mon dernier corps de Kiki Dimoula (réédité en 2010)
- 1997 : Gioconda de Nikos Kokantzis (réédité en 2002, 2006, 2012, 2014, 2018)
- 1997 : Je te salue jamais de Kiki Dimoula
- 1997 : Je meurs comme un pays de Dimitris Dimitriadis
- 1997 : Les Cénobites de Marios Hakkas
- 1999 : La Grèce de l'ombre avec Jacques Lacarrière (réédité et augmenté aux éditions du Miel des anges en 2014)
- 2000 : Anthologie de la poésie grecque contemporaine, 1945-2000
- 2002 : Zigzags dans les orangers d'Ersi Sotiropoulos
- 2003 : Le Miel des anges de Vanghelis Hadziyannidis (Prix Laure-Bataillon)
- 2006 : La Piste de Salonique de Sergios Gakas
- 2009 : Phaéton, Homériade et Chrysippe de Dimitris Dimitriadis
- 2012 : Liquidations à la grecque de Petros Markaris
- 2013 : Le Justicier d'Athènes de Petros Markaris
- 2014 : Pain, éducation et liberté de Petros Markaris
- 2015 : Épilogue meurtrier de Petros Markaris
- 2016 : Ça va aller, tu vas voir de Christos Ikonomou
- 2016 : Dévastation de Dimitris Dimitriadis
- 2017 : Z213 : Exit de Dimitris Lyacos
- 2017 : Tous les poèmes de Constantin Cavafis
- 2017 : Avant que la ville brûle de Cosmas Politis
- 2017 : La Grèce de l'ombre, Volume 2
- 2017 : Je veux partir de Costas Karyotakis
- 2018 : Offshore de Petros Markaris
- 2018 : Le sarcophage de Yorgos Ioannou
- 2018 : L'R de l'Éros d'Odysseas Elytis
- 2019 : Avec les gens du pont de Dimitris Lyacos
- 2020 : À travers Athènes de Petros Markaris
- 2021 : Poèmes et proses de Dionysios Solomos
- 2022 : Le visionnaire d'Angelos Sikelianos
- 2023 : Les poèmes de Yorgos Seferis
- 2024 : Erotocritos de Vicenzos Kornaros

Sa retraduction du Troisième anneau de Costas Taktsis pour les éditions des Argonautes ne sera pas publiée.